# Trampolino del Pakstall
Trampolino del Pakstall ist eine mittlerweile außer Betrieb gesetzte Skisprungschanze der Kategorie K 92 in der italienischen Gemeinde Gallio. Die als Jugendschanzen genutzten K 60, K 31 und K 20 sind mit Matten belegt und mit einer Keramikanlaufspur ausgestattet.

## Geschichte
Im Jahr 1946 erbaute man in Gallio eine K-60-Schanze, nach deren Einweihung 1947 errichtete man zwei Jahre später die kleineren Schanzen. Für die Austragung der Junioren-WM 1987 wurde 1986 der Bau der K-92-Schanze nötig. Im Anschluss an diese Veranstaltung fanden hier noch ein Weltcup-Springen, die Junioren-WM 1996 und mehrere Continental-Cup-Wettbewerbe statt.

## Internationale Wettbewerbe
Genannt werden alle von der FIS organisierten Sprungwettbewerbe.
| Datum            | Kategorie       | Schanze | 1. Platz                                                           | 2. Platz                                                                    | 3. Platz                                                              |
| ---------------- | --------------- | ------- | ------------------------------------------------------------------ | --------------------------------------------------------------------------- | --------------------------------------------------------------------- |
| 2. Februar 1987  | Junioren-WM     | K92     | Ari-Pekka Nikkola                                                  | Mike Arnold                                                                 | Dieter Thoma                                                          |
| 4. Februar 1987  | Junioren-WM     | K92     | Deutsche Demokratische RepublikMike Arnold Ingo Züchner Roy Koch   | BR DeutschlandSteffen Bartschat Robert Leonhardt Dieter Thoma Ludwig Biller | FinnlandJarkko Heikkelä Ari-Pekka Nikkola Erkki Nykänen Sasu Happonen |
| 17. Januar 1988  | Weltcup         | K92     | Ernst Vettori                                                      | Primož Ulaga                                                                | Jiří Parma                                                            |
| 30. Januar 1996  | Junioren-WM     | K92     | Michael Uhrmann                                                    | Primož Peterka                                                              | Andreas Küttel                                                        |
| 1. Februar 1996  | Junioren-WM     | K92     | DeutschlandFrank Reichel Kai Bracht Michael Uhrmann Alexander Herr | ÖsterreichMichael Kury Markus Eigentler Martin Zimmermann Karl-Heinz Dorner | SlowenienMatija Stegnar Jaka Grosar Peter Žonta Primož Peterka        |
| 8. Januar 2000   | Continental Cup | K92     | Tami Kiuru                                                         | Dirk Else                                                                   | Georg Späth                                                           |
| 9. Januar 2000   | Continental Cup | K92     | Georg Späth                                                        | Tami Kiuru                                                                  | Ronny Hornschuh                                                       |
| 12. Januar 2001  | Continental Cup | K92     | Wettkampf wegen Schneemangels abgesagt                             | Wettkampf wegen Schneemangels abgesagt                                      | Wettkampf wegen Schneemangels abgesagt                                |
| 13. Januar 2001  | Continental Cup | K92     | Wettkampf wegen Schneemangels abgesagt                             | Wettkampf wegen Schneemangels abgesagt                                      | Wettkampf wegen Schneemangels abgesagt                                |
| 9. Februar 2002  | Continental Cup | K92     | Jörg Ritzerfeld                                                    | Morten Solem                                                                | Frank Löffler                                                         |
| 10. Februar 2002 | Continental Cup | K92     | Manuel Fettner                                                     | Michael Möllinger                                                           | Uroš Peterka                                                          |